# Rappengasse 10 (Biberach)

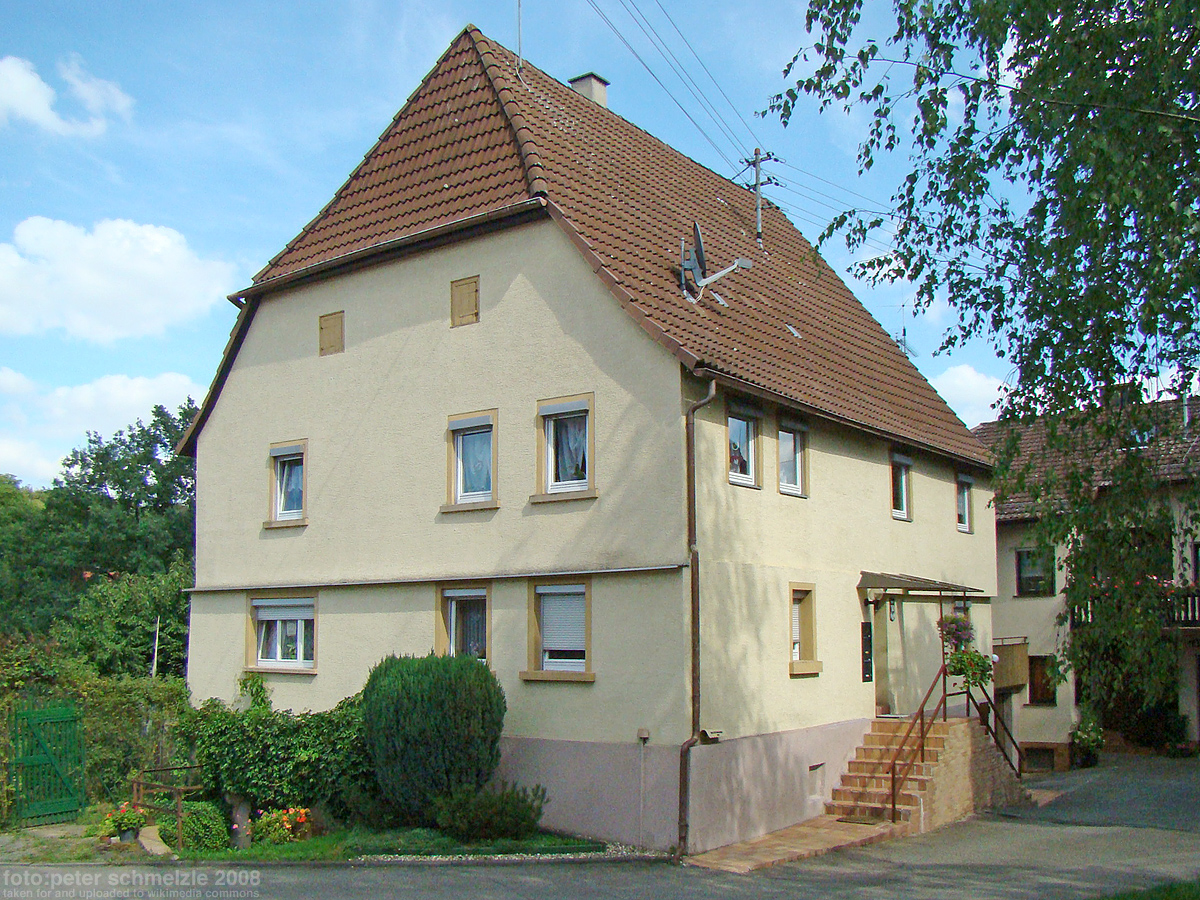
Rappengasse 10 in Heilbronn-Biberach (2008)

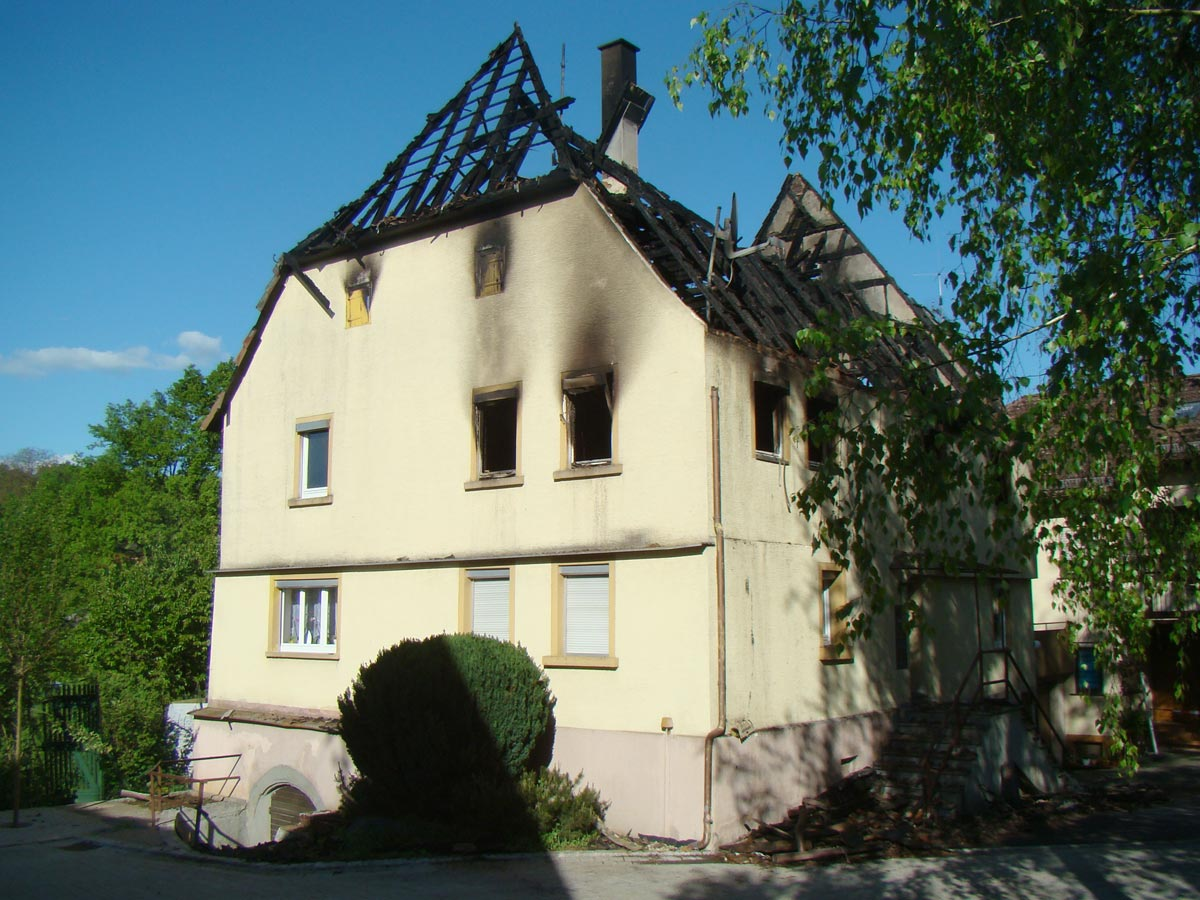
Zustand nach Brand 2015

Das Wohnhaus Rappengasse 10 in Biberach ist ein privater Profanbau, der Ende des 16. Jahrhunderts errichtet wurde. Das Gebäude ist ein Kulturdenkmal.

## Beschreibung
Das Gebäude ist ein zweigeschossiger verputzter Fachwerkbau. An der Giebelseite des Hauses befindet sich der Eingang zu dem Gewölbekeller. Eine Besonderheit des Hauses bildeten die Eckstuben. Eine Eckstube befand sich im Erdgeschoss. Die andere Eckstube war im Obergeschoss des Hauses zu finden. Das Dachgeschoss wies eine fast stützenfreie Konstruktion auf, die auf die ehemalige Speicherfunktion des Dachgeschosses zurückzuführen war.
Das Gebäude ist in der Nacht vom 6. auf den 7. Mai 2015 komplett ausgebrannt.